# Клегг, Майкл
Майкл Джейми Клегг (англ. Michael Jamie Clegg; 3 июля 1977) — английский футболист, выступавший на позиции защитника за английские клубы «Манчестер Юнайтед», «Ипсвич Таун», «Уиган Атлетик» и «Олдем Атлетик». Впоследствии работал тренером по физической подготовке в «Сандерленде». В настоящее время является тренером по силовым тренировкам в «Манчестер Юнайтед».

## Клубная карьера
Клегг родился в Аштон-андер-Лайне и начал свою футбольную карьеру в академии «Манчестер Юнайтед». В 1995 году в составе молодёжной команды «Юнайтед» выиграл Молодёжный кубок Англии. В июле 1995 года подписал свой первый профессиональный контракт. В основном составе «Юнайтед» дебютировал 23 ноября 1996 года в матче Премьер-лиги против «Мидлсбро». Всего в сезоне 1996/97 Клегг провёл за клуб 6 матчей (4 из них в рамках Премьер-лиги), а «Юнайтед» завоевал чемпионский титул. В сезоне 1997/98 Майкл сыграл в основном составе 7 матчей. Ему не удалось закрепиться в основном составе «Манчестер Юнайтед», и впоследствии он не проводил более пяти матчей в сезоне. В 2000 году он отправился в аренду: сначала в «Ипсвич Таун», а затем в «Уиган Атлетик», после чего вернулся в «Юнайтед».
19 февраля 2002 года Майкл Клегг перешёл в клуб Второго дивизиона «Олдем Атлетик» в качестве свободного агента. Провёл в «Олдеме» два сезона, после чего завершил карьеру игрока в возрасте 27 лет.

## Тренерская карьера
В 2006 году Рой Кин пригласил Майкла Клегга в «Сандерленд», где последний стал тренером по физической подготовке. Он проработал в «Сандерленде» на этой должности 12 лет и покинул команду летом 2018 года.
В июле 2019 года был назначен тренером первой команды «Манчестер Юнайтед» со специализацией на силовых тренировках.

## Личная жизнь
Отец Майкла, Мик, работал тренером по физической подготовке в «Манчестер Юнайтед» с 2000 по 2011 год.
Майкл проживает в Сандерленде с женой и двумя детьми.